# Copa de Liechtenstein de 2020-21
La Copa de Liechtenstein 2020-21 (Conocida como FL1 Aktiv Cup por ser patrocinada por la empresa de telecomunicaciones Telecom Liechtenstein) fue la edición número 76 de la única competencia de carácter nacional organizada por la Asociación de Fútbol de Liechtenstein (L. F. V.).
El torneo empezó el 24 de agosto de 2020 con la ronda preliminar y se canceló por motivos de programación en mayo de 2021.
El equipo campeón garantizaba un cupo en la Liga de Conferencia Europa de la UEFA 2021-22.

## Equipos participantes[3]
| Superliga de Suiza 2020-21 (1) | 1. Liga 2020-21 (4)              | 2. Liga 2020-21 (6) | 3. Liga 2020-21 (7)                                  | 4. Liga 2020-21 (8)                                                                 | 5. Liga 2020-21 (9)                               |
| - FC Vaduz                     | - FC Balzers - USV Eschen/Mauren | - FC Ruggell        | - USV Eschen/Mauren II - FC Triesen - FC Triesenberg | - FC Balzers II - USV Eschen/Mauren III - FC Ruggell II - FC Schaan - FC Triesen II | - FC Schaan II - FC Triesenberg II - FC Vaduz III |

## Rondas previas

### Primera ronda
Los partidos se jugaron el 24 y el 26 de agosto de 2020.
| Local             | Resultado      | Visitante                 | Fecha                | Estadio               |
| ----------------- | -------------- | ------------------------- | -------------------- | --------------------- |
| FC Schaan (8)     | 4–4 (5:4 pen.) | USV Eschen/Mauren III (8) | 24 de agosto de 2020 | Sportplatz Rheinwiese |
| FC Schaan II (9)  | 0–6            | FC Triesenberg (7)        | 26 de agosto de 2020 | Sportplatz Rheinwiese |
| FC Balzers II (8) | 4–1            | USV Eschen/Mauren II (7)  | 26 de agosto de 2020 | Sportplatz Rheinau    |

### Segunda ronda
Los partidos se jugaron entre el 17 y el 23 de septiembre de 2020.
| Local                 | Resultado      | Visitante          | Fecha                    | Estadio               |
| --------------------- | -------------- | ------------------ | ------------------------ | --------------------- |
| FC Ruggell II (8)     | 2-2 (3:4 pen.) | FC Triesen (7)     | 17 de septiembre de 2020 | Freizeitpark Widau    |
| FC Schaan (8)         | 6-1            | FC Triesen II (8)  | 18 de septiembre de 2020 | Sportplatz Rheinwiese |
| FC Triesenberg II (9) | 0-6            | FC Balzers II (8)  | 22 de septiembre de 2020 | Sportanlage Leitawies |
| FC Vaduz III (9)      | 1-11           | FC Triesenberg (7) | 23 de septiembre de 2020 | Rheinpark Stadion     |

## Etapas finales

### Cuartos de final
En los cuartos de final hubiesen participado los cuatro equipos que ganaron en la segunda ronda, así como los cuatro equipos mejor clasificados (FC Vaduz, FC Balzers, USV Eschen / Mauren y FC Ruggell). La competición se canceló por motivos de programación en mayo de 2021.
| Local              | Resultado | Visitante             | Fecha | Estadio               |
| ------------------ | --------- | --------------------- | ----- | --------------------- |
| FC Schaan (8)      | Cancelado | FC Vaduz (1)          | 2021  | Sportplatz Rheinwiese |
| FC Triesen (7)     | Cancelado | FC Balzers (4)        | 2021  | Sportplatz Blumenau   |
| FC Triesenberg (7) | Cancelado | USV Eschen/Mauren (4) | 2021  | Sportanlage Leitawies |
| FC Balzers II (8)  | Cancelado | FC Ruggell (6)        | 2021  | Sportplatz Rheinau    |